# Little Rock, Arkansas
Little Rock je najveći i glavni grad američke savezne države Arkansas, nalazi se u okrugu Pulanski

## Zemljopis
Little Rock se smjestio u središnjem dijeli Arkansasa na južnoj obali rijeke Arkansas.

## Povijest
Područje grada bilo je naseljeno i prije dolaska europskih doseljenika, na području grada živjeli su Quapaw Indijanci, Quapaw Indijanci, Choctaw, Cherokee Indijanci i još neki narodi. Arkansas je prvi istraživao europski istraživač Hernando de Soto 1541. godine. Little Rock je dobio ime prema "maloj stijeni" prema kojoj su se ljudi i tadašnje vrijeme orijentirari, grad je tako nazvao francuski istraživač Jean-Baptiste Bénard de la Harpe 1722. godine (fra. "La Petite Roche").
Nadimci grada su "The Rock" (stijena) i "Rock Town" (grad stijena).
Godine 1821. Little Rock postaje glavni grad Arkansasa koji je osnovan 1819. godine.
Godine 1831. Little Rock dobiva status grada. Godine 1836. Arkansas postaje 25. američka država, a Little Rock postaje i službeno glavni grad. 

## Demografija
Po popisu stanovništva iz 2000. godine u grad je živjelo 183.133 stanovnika 	
u 77.352 kućanstva s 46.488 obitelji s prebivalištem u gradu, dok je prosječna gustoća naseljenosti 281 stan./km2.
Prema rasnoj podjeli u naselju živi najviše bijelaca 81,98%, a afroamerikanaca ima 15,91%.

## Poznate osobe
- Derek Fisher američki profesionalni košarkaš
- Douglas MacArthur američki general iz prvog svjetskog, drugog svjetskog i korejskog rata.
- John Gould Fletcher američki pjesnik
- Wesley Clark umirovljeni general vojske Sjedinjenih Američkih Država.
- Amy Lee američka pjevačica članica grupe Evanescence.
- John LeCompt američki glazbenik koji je dio Little Rock heavy metal scene od sredine 1990-ih. (Evanescence).

## Vanjske poveznice
- Službena stranica grada
- Little Rock Metroplan

### Ostali projekti
|  | Zajednički poslužitelj ima još gradiva o temi Little Rock, Arkansas |